# Giải César cho nhạc phim hay nhất

Giải César cho nhạc phim hay nhất (tiếng Pháp: César de la meilleure musique écrite pour un film, trước năm 2000 là César de la meilleure musique), là một giải César dành cho người viết nhạc cho một phim được bầu chọn là hay nhất.
Dưới đây là danh sách các người và các phim đoạt giải:

## Thập niên 1970
- 1976:  François de Roubaix - Le Vieux Fusil
- 1977:  Philippe Sarde - Barocco
- 1978:  Miklós Rózsa - Providence
- 1979:  Georges Delerue - Préparez vos mouchoirs

## Thập niên 1980
- 1980:  Georges Delerue - L'Amour en fuite
- 1981:  Georges Delerue - Le Dernier Métro
- 1982:  Vladimir Cosma - Diva
- 1983:  Michel Portal - Le Retour de Martin Guerre
- 1984:  Vladimir Cosma - Le Bal
- 1985:  Michel Portal - Les Cavaliers de l'orage
- 1986:  Astor Piazzolla - Tangos, l'exil de Gardel
- 1987:  Herbie Hancock - Autour de minuit
- 1988:  Michel Portal - Champ d'honneur
- 1989:  Eric Serra - Le Grand bleu

## Thập niên 1990
- 1990:  Oswald d'Andréa - La Vie et rien d'autre
- 1991:  Jean-Claude Petit - Cyrano de Bergerac
- 1992:  Jordi Savall - Tous les matins du monde
- 1993:  Gabriel Yared - L'Amant
- 1994:  Cheb Khaled - Un, deux, trois, soleil
- 1995:  Zbigniew Preisner - Trois Couleurs: Rouge
- 1996:  Zbigniew Preisner, Michel Colombier, Serge Gainsbourg: Élisa
- 1997:  Bruno Coulais - Microcosmos
- 1998:  Bernardo Sandoval - Western
- 1999:  Tony Gatlif - Gadjo Dilo

## Thập niên 2000
- 2000:  Bruno Coulais - Himalaya, l'enfance d'un chef
- 2001:  Tony Gatlif, La Caïta, Cheikh Ahmad al-Tûni, Tomatito - Vengo
- 2002:  Yann Tiersen - Le Fabuleux Destin d'Amélie Poulain
- 2003:  Wojciech Kilar - Le Pianiste
- 2004:  Benoît Charest - Les Triplettes de Belleville
- 2005:  Bruno Coulais - Les Choristes
- 2006:  Alexandre Desplat, - De battre mon cœur s'est arrêté
- 2007:  -M-, - Ne le dis à personne
- 2008:  Alex Beaupain, - Les Chansons d'amour
- 2009: Michael Galasso, - Séraphine'
  - Jean-Louis Aubert, - Il y a longtemps que je t'aime
  - Marco Beltrami & Marcus Trumpp, - Mesrine: L'Instinct de mort & Mesrine: L'Ennemi public n° 1
  - Sinclair, - Le Premier Jour du reste de ta vie
  - Reinhardt Wagner, - Faubourg 36